# زایرعباسی
زایرعباسی، روستایی است از توابع بخش مرکزی شهرستان دشتی استان بوشهر ایران.

## جمعیت
این روستا در دهستان خورموج قرار دارد. طبق سرشماری رسمی سال ۱۳۹۰ جمعیت آن ۴۱ نفر (۱۶ خانوار) می‌باشد و طبق سرشماری رسمی سال ۱۳۸۵ جمعیت آن ۴۶ نفر (۱۸ خانوار) بوده است.